# Municipio de Lee (condado de Carroll)
El municipio de Lee (en inglés: Lee Township) es un municipio ubicado en el condado de Carroll en el estado estadounidense de Ohio. En el año 2010 tenía una población de 1087 habitantes y una densidad poblacional de 13,27 personas por km².

## Geografía
El municipio de Lee se encuentra ubicado en las coordenadas 40°31′26″N 80°59′29″O / 40.52389, -80.99139. Según la Oficina del Censo de los Estados Unidos, el municipio tiene una superficie total de 81.93 km², de la cual 81,92 km² corresponden a tierra firme y (0,01 %) 0,01 km² es agua.

## Demografía
Según el censo de 2010, había 1087 personas residiendo en el municipio de Lee. La densidad de población era de 13,27 hab./km². De los 1087 habitantes, el municipio de Lee estaba compuesto por el 98,16 % blancos, el 0,55 % eran afroamericanos, el 0,28 % eran amerindios, el 0,28 % eran asiáticos, el 0,18 % eran de otras razas y el 0,55 % eran de una mezcla de razas. Del total de la población el 0,64 % eran hispanos o latinos de cualquier raza.